# Административное деление СССР на 1 января 1958 года

## СССР.1 января1958 года
СССР делился на республики
- общее число республик — 15. Республики делились на края, области, автономные округа
- общее число краёв — 6
- общее число областей — 117 (-10)
- общее число автономных округов — 10

Области и края делились на районы
- общее число районов — 4053 (-315)
- общее число городов — 1641 (+96), пгт — 2775 (+352), районов в городах — 413 (-85)
- общее число сельсоветов — 49 716 (-24 014)
- столица СССР — город Москва
- список республик:

1. Азербайджанская ССР (центр — Баку)
2. Армянская ССР (центр — Ереван)
3. Белорусская ССР (центр — Минск)
4. Грузинская ССР (центр — Тбилиси)
5. Казахская ССР (центр — Алма-Ата)
6. Киргизская ССР (центр — Фрунзе)
7. Латвийская ССР (центр — Рига)
8. Литовская ССР (центр — Вильнюс)
9. Молдавская ССР (центр — Кишинёв)
10. Российская СФСР (центр — Москва)
11. Таджикская ССР (центр — Сталинабад)
12. Туркменская ССР (центр — Ашхабад)
13. Узбекская ССР (центр — Ташкент)
14. Украинская ССР (центр — Киев)
15. Эстонская ССР (центр — Таллин)